# Cihuatecayotl
Cihuatecayotl dans la mythologie aztèque, est la personnification du vent de l'Ouest. Ses frères sont Tlalocayotl, Vitztlampaehecatl, Mictlanpachecatl, lesquels sont les personnifications des vents du Sud, de l'Ouest et de l'Est.